# Nuovo Cimento
Il Nuovo Cimento è una rivista di fisica pubblicata a cura della Società italiana di fisica.

## Storia
La rivista venne fondata a Pisa nel 1855 da Carlo Matteucci e Raffaele Piria come continuazione della rivista "Il Cimento" fondata dagli stessi Matteucci e Piria nel 1844. Nel 1897 divenne l'organo della Società italiana di fisica, diventando una delle più autorevoli e famose riviste di fisica.
Nel 1965, fu scissa in due diverse riviste, chiamate Serie A e Serie B. 
- Nuovo Cimento A (1965-1999), si occupa di fisica delle particelle. Tra il 1965 e il 1971 si chiamò "Serie A", e nel 1999 è stata assorbita dall'European Physical Journal.
- Nuovo Cimento B (dal 1965), si occupa di relatività, astronomia e metodi matematici per la fisica. Tra il 1965 e il 1971 si chiamò "Serie B".
- Nuovo Cimento C (dal 1978), si occupa di geofisica, fisica dello spazio, biofisica.
- Nuovo Cimento D (1982-1998), si occupa di fisica dello stato solido, fisica atomica e molecolare. Nel 1998 è stata assorbita dall'European Physical Journal.
- Supplemento al Nuovo Cimento (1949-1968).
- Lettere al Nuovo Cimento (1969-1986), assorbita da Europhysics Letters nel 1986.